# Apeadero Colonización
Apeadero Colonización es una estación de ferrocarril ubicada en el Departamento Confluencia, Provincia del Neuquén, Argentina.

## Infraestructura y Servicios
Pertenecía al Ferrocarril General Roca en su ramal entre Bahía Blanca y Zapala.
No presta servicios de pasajeros desde 1993, sin embargo por sus vías corren trenes de carga, a cargo de la empresa Ferrosur Roca.

## Ubicación
Se accede desde la Ruta Nacional 22